# William H. Rupertus

William Henry Rupertus (Washington D. C., 14 de noviembre de 1889 - Quantico, Virginia, 25 de marzo de 1945) fue un general de división del Cuerpo de Marines de Estados Unidos y autor del credo del fusilero.

## Carrera militar

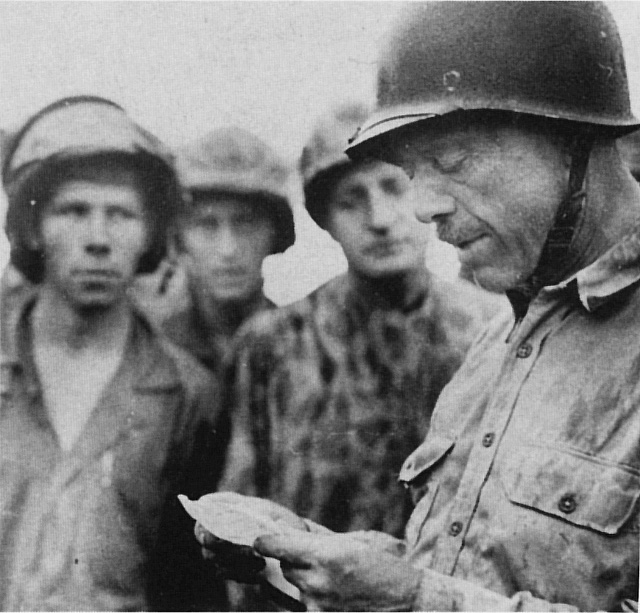
Mayor general William H. Rupertus, leyendo un mensaje de felicitación tras la toma del aeródromo

Rupertus comenzó su carrera militar inmediatamente después de graduarse de escuela secundaria, sirviendo en la Guardia Nacional del Distrito de Columbia 1907-1910. En un principio, tenía la intención de servir en el Servicio de Guardacostas de los Estados Unidos, antecesor de la Guardia Costera de Estados Unidos. Se graduó segundo en su clase el 15 de mayo de 1913, pero falló el examen físico. Renunció al servicio en la Guardia Costera el 18 de junio de 1913. Sin embargo, su excelente puntería le llevó a ser reclutado por el Cuerpo de Marines. Se alistó en noviembre de 1913, y asistió a la Escuela de Oficiales del Cuerpo de Marines, se graduó primero en su clase de 1915.
Rupertus formó parte del equipo de rifle de los Marines, ganando la insignia Tirador distinguido.
Rupertus servía a bordo del acorazado USS Florida cuando los Estados Unidos entraron en la Primera Guerra Mundial, fue llamado de nuevo a los EE. UU. y puesto al mando de un destacamento de marines que fue enviado a Port-au-Prince, Haití. Rupertus sirvió en Haití hasta después de la guerra.
En julio de 1937, Rupertus era comandante de un batallón del 4.º Regimiento de Marines cuando los japonés atacaron Shanghái en la segunda guerra sino-japonesa.
Durante la Segunda Guerra Mundial, sirvió como asistente del general Alexander Vandegrift, Comandante de la 1.ª División de Marines. Fue en esta época en la que se dice que escribió el credo del fusilero, con la intención de fomentar la confianza de los Marines en sus armas.
Rupertus estuvo al mando de la Task Force, que capturó las islas de Tulagi, Gavutu y Tanambogo durante la campaña de Guadalcanal. En 1943, al asumir Vandegrift el mando del 1.er Cuerpo Anfibio de Marines, Rupertus, fue puesto al mando de la 1.ª División de Marines, a la que comando durante las batallas del Cabo Gloucester y Peleliu.
En noviembre de 1944, el Mayor General de Rupertus asumió el mando de Comandante de la Escuela del Cuerpo de Marines en Quantico, Virginia. Su paso fue breve, ya que murió de un ataque al corazón el 25 de marzo de 1945, apenas cuatro meses después. Está enterrado en el Cementerio Nacional de Arlington.

## Premios y condecoraciones
- Cruz de la Armada

- Citación Presidencial de Unidades de la Armada y el Cuerpo de Marines

- Medalla por Servicio Distinguido de la Armada

- Medalla por Servicio Distinguido del Ejército

- Medalla Expedicionaria del Cuerpo de Marines

- Medalla de la Victoria en la I Guerra Mundial con barra

- Medalla de la Campaña en Haití

- China Service Medal

- Medalla de Servicio de la Defensa Americana con barra

- Medalla de la Campaña Americana

- Banda de la Campaña en Asia-Pacífico

- Medalla de Victoria Segunda Guerra Mundial

## Reconocimientos
En 1945, la Armada de los Estados Unidos nombró en su honor al destructor USS Rupertus (DD-851).